# Хохфельд, Юлиан
Юлиан Хохфельд (пол. Julian Hochfeld; 16 августа 1911, Жешув, Королевство Галиции и Лодомерии — 21 июля 1966, Париж, Франция) — польский социальный философ-марксист, общественный и политический деятель. Профессор Варшавского университета, член Крайовой Рады Народовой, депутат Законодательного сейма и Сейма ПНР первого и второго созывов, член ЦК ПОРП. Заместитель директора парижского Департамента социальных наук ЮНЕСКО с 1962 года.

## Биография
Во время учёбы в 1930—1934 годах на юридическом факультете Ягеллонского университета присоединился к левому движению как активист Союза независимой социалистической молодёжи (ZNMS) и Польской социалистической партии (PPS). В студенческие годы был редактором социалистического молодёжного журнала «Płomienie» и соавтором программного издания «Социалист», вышедшего под названием «Экономика, политика, тактика, организация социализма».
После образования в Кракове продолжил учёбу в Парижской школе политических наук. Вернувшись в Польшу, он стал одним из редакторов журнала «Dziennik Popularny», связанного с Коммунистической партией Польши. В то же время он продолжал научную карьеру, получив в 1937 году докторскую степень в области политической экономии и статистики в Ягеллонском университете.
Военные годы провёл сначала в Советском Союзе, затем в рядах 2-го польского корпуса на Ближнем Востоке и, наконец, в Лондоне, откуда в 1945 году вернулся на родину, где стал членом Центрального исполнительного комитета восстановленной ППС, председателем Парламентского союза польских социалистов, главным редактором журналов «Przegląd Socjalistyczny» («Социалистическое обозрение») и «Robotnik», директором издательского кооператива «Wiedza», а также некоторое время заместителем председателя Центрального бюро планирования. Не прекращал много писать: в подборке статей этого периода (1945—1946 гг.), собранных в книге «Мы, социалисты», рассуждал о роли марксизма в польской науке и социалистическом гуманизме.
Политическая чистка рядов ППС в 1948 году ознаменовала переход Хохфельда в ряды ПОРП (в 1948—1954 годах он был кандидатом в члены ЦК). Будучи профессором в Центральной школе планирования и статистики и в Главной школе дипломатической службы, он преподавал теорию общественного развития, а затем диалектический и исторический материализм. В 1951 году он возглавил кафедру исторического материализма в Варшавском университете, где он инициировал в 1952—1956 гг. групповые исследования по становлению рабочего класса в Польше и его классового сознания. Они стали одним из немногих эмпирических социологических исследований в эти годы не только в ПНР, но и в целом в странах Восточного блока.
Во время событий «Польского Октября» 1956 года твёрдо отстаивал линию демократизации. В 1957—1958 годах он был заместителем председателя Клуба депутатов ПОРП. Он занимался вопросами роли парламентаризма в политической системе Польши и развития демократического самоуправления в системе местной власти; он обращался к традициям польской социалистической мысли (включая Розу Люксембург и Казимежа Келлес-Крауза), в которых увидел противовес идеологическим деформациям сталинизма.
В 1957—1959 годах Хохфельд руководил Польским институтом международных отношений. До отъезда в Париж в 1957—1962 годах он занимался марксистской теорией общества и социологией политики, развитие которой в ПНР стало возможно благодаря инициативам Хохфельда. В 1957 году он создал кафедру социологии политических отношений в Варшавском университете и начал редактировать «Studia Socjologiczno-Polityczne» («Социологические и политические исследования») — единственный специализированный журнал в этой области в странах народной демократии. В свой последний период жизни — 1962—1966 гг. — был заместителем директора департамента общественных наук ЮНЕСКО в Париже, пока не умер от сердечного приступа.

## Основные работы
- Studia o marksowskiej teorii społeczeństwa, 1963
- Marksizm, socjologia, socjalizm. Wybór pism, 1982